# Spektrometrie iontové pohyblivosti s hmotnostní spektrometrií

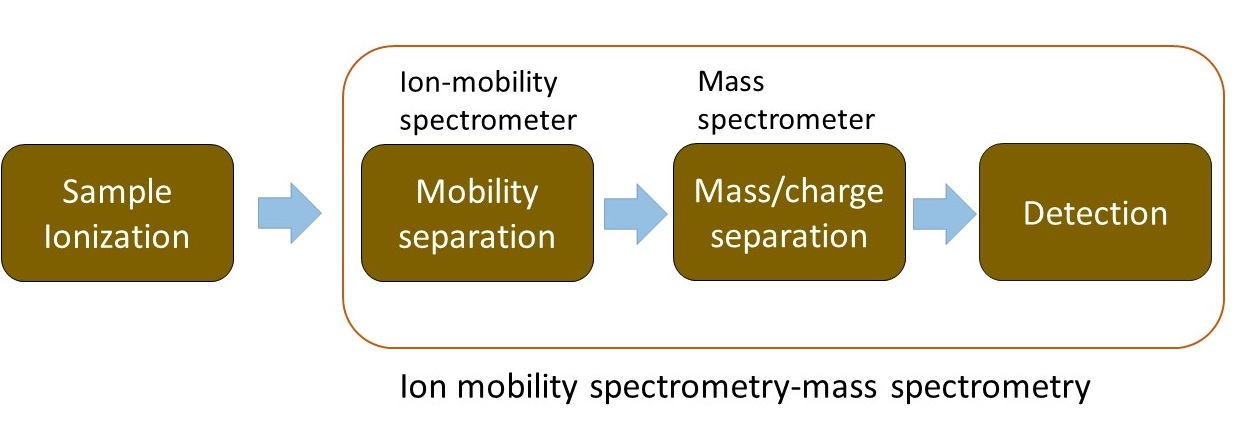
Schéma spektrometrie iontové pohyblivosti s hmotnostní spektrometrií

Spektrometrie iontové pohyblivosti s hmotnostní spektrometrií (IMS-MS) je metoda analytické chemie, při které se ionty v plynném skupenství oddělují na základě interakcí s kolizním plynem a svých hmotností. V prvním kroku se ionty oddělují na základě pohyblivosti v pufrovém plynu a spektrometrie iontové pohyblivosti. Oddělené ionty následně vstupují do hmotnostního analyzátoru, kde jsou analyzovány hmotnostním spektrometrem. Účinná separace analytů činí tuto metodu často používanou k analýzám složitých směsí například v proteomice a metabolomice.

## Historie
Objevitelem spektrometrie iontové pohyblivosti s hmotnostní spektrometrií je Earl Wadsworth McDaniel.
Roku 1963 bylo v Bell Labs vyvinuto spojení hmotnostní spektrometrie doby letu a spektrometrie iontové pohyblivosti. V roce 1967 McKnight, McAfee a Sipler popsali IMS-TOF přístroj s ortogonálním TOF. Roku 1969 Cohen et al. získali patent na IMS-QMS. V roce 1970 bylo popsáno IMS-TOF zařízení s ortogonální extrakcí.
V roce 1997 byl patentován kvadrupól s axiálními poli, který bylo možné použít k IMS. Roku 1998 David E. Clemmer vylepšil IMS-TOF použitím koaxiálního zařízení a o rok později vytvořil IMS-TOF s ortogonálním TOF systémem.
Obměnou IMS-MS je spektrometrie diferenciální iontové pohyblivosti s hmotnostní spektrometrií (DIMS-MS), ve které jsou ionty oddělovány na základě iontové pohyblivosti v různě silných elektrických polích.

## Přístroje a provedení
IMS-MS je spojením spektrometrie iontové pohyblivosti a hmotnostní spektrometrie.

Spektrometr pro spektrometrii iontové pohyblivosti; detektorem je obvykle TOF (Time of Flight).

### Aplikace vzorku a ionizace
V první části přístroje se nachází zdroj iontů, v němž se jednotlivé složky vzorku přeměňují na ionty. V závislosti na fyzikálních vlastnostech analytu se používá několik technik ionizace, podobných těm využívaným při hmotnostní spektrometrii. Plynné vzorky se obvykle ionizují tepelnou desorpcí, radioaktivitou nebo fotoionizací. U vzorků v roztocích jsou běžné elektrosprejová (ESI) a sekundární elektrosprejová ionizace (SESI). Pevné analyty bývají ionizovány pomocí MALDI, jde-li o velké molekuly, nebo laserovou desorpcí (LDI) u molekul s menšími hmotnostmi.

### Oddělování iontů podle pohyblivosti
Existuje několik druhů spektrometrů iontové pohyblivosti a několik druhů hmotnostních spektrometrů. Teoreticky může být propojen jakýkoliv typ jednoho zařízení s jakýmkoliv typem druhého, v praxi se ovšem kvůli dostatečné citlivosti využívají jen některé kombinace. Nejčastěji používané typy zařízení pro IM-MS jsou popsány níže:

#### DTIMS
Při DTIMS ionty procházejí trubicí (jejíž délka může být od 5 do 300 cm) pomocí gradientu elektrického pole. Menší ionty se pohybují rychleji než ionty s většími hmotnostmi a ionty se tak oddělují na základě času, který potřebují k průchodu trubicí.
Při této metodě se nepoužívá radiofrekvenční napětí, které by zahřívalo ionty, díky čemuž se zachovává struktura těchto iontů. Průměrný účinný průřez srážky (CCS), což je fyzikální vlastnost iontů zohledňující jejich tvar, lze u této metody změřit poměrně přesně.
DTIMS je často používanou metodou při zkoumání struktury látek, nejčastěji se spojuje s hmotnostní spektrometrií doby letu.

#### Spektrometrie diferenciální pohyblivosti (DMS, FAIMS)
Spektrometrie diferenciální pohyblivosti je metoda hmotnostní spektrometrie, při které se ionty oddělují pomocí radiofrekvenčního vysokého napětí a statického napětí mezi dvěma elektrodami.
V závislosti na poměru pohyblivosti v silném a slabém elektrickém poli se bude ion pohybovat k jedné z elektrod. Pouze ionty s určitou pohyblivostí projdou. Radiofrekvenční pole narušují konformace iontů, DMS tak patří mezi metody nezachovávající strukturu iontů a účinný průřez srážek nelze změřit. Protože jde o hmotnostně specifickou metodu (analyzuje se jen jeden ion), tak je její citlivost mnohem menší než u DTIMS, kde se analyzují všechny ionty; obvykle se tak spojuje s trojitými kvadrupólovými hmotnostními spektrometry.

#### Spektrometrie iontové pohyblivosti vpohyblivé vlně (TWIMS)
U TWIMS se ionty oddělují podle své pohyblivosti v pohyblivé vlně v prostředí obsahujícím plyn. Na řadu prstencových elektrod (SRIG) je přivedeno radiofrekvenční a stejnosměrné napětí, které vytváří vlnu. Ionty se oddělují v závislosti na intenzitě a rychlosti vlny. Menší ionty se skrz vlnu pohybují snadněji, protože se méně srážejí s molekulami plynu, než jak je tomu u větších iontů. Podobně jako u DTIMS zde je možné spočítat účinný průřez srážky.

### Hmotnostní spektrometr
Nejčastěji se při IM-MS používají hmotnostní spektrometry doby letu (TOF-MS) propojené s IMS. TOF-MS se mimo jiné vyznačuje rychlým získáváním dat a dobrou citlivostí. Protože hmotnostní spektrum vzniká řádově několik mikrosekund, tak lze ke každému IMS spektru (vznikajícím milisekundy) pořídit několik hmotnostních spekter. Dalším zařízením používaným ve spojení s IMS je kvadrupólový hmotnostní spektrometr, který je však pomalejší. Je také možné použít iontovou past, Fourierovu transformaci s iontocyklotronovou rezonancí (FT-ICR) nebo hmotnostní spektrometr s magnetickým sektorem. K dalším možnostem patří hybridní hmotnostní spektrometry vytvářející tandemovou hmotnostní spektrometrii nebo IMSn–MSm.

## Využití
IMS-MS lze použít k  analýzám složitých směsí pomocí rozdílné pohyblivosti iontů v elektrickém poli. Strukturu iontů v plynné fázi lze zkoumat pomocí měření CCS a jeho srovnání s CCS standardních vzorků nebo CCS získaným z počítačových modelů. Tato metoda umožňuje oddělení izomerů, pokud mají různé tvary. Kapacita IM-MS je výrazně větší než u MS a lze tak pomocí ní analyzovat mnohem více sloučenin, což je důležité v případech, kdy je třeba najednou zanalyzovat co nejvíce látek. Používá se k detekci bojových chemických látek, výbušnin, k analýze bílkovin v proteomice, peptidů, léčiv a nanočástic. FAIMS je možné spojit s hmotnostní spektrometrií s elektrosprejovou ionizací a nebo kapalinovou chromatografií s hmotnostní spektrometrií a provést tak separaci iontů několik milisekund před analýzou hmotnostním spektrometrem. Použití FAIMS u hmotnostní spektrometrie s elektrosprejovou ionizací a u kapalinové chromatografie s hmotnostní spektrometrií výrazně navyšuje kapacitu analýzy, což je možné využít v proteomice a analýze léčiv.
Metody založené na aktivaci iontů v plynné fázi přinesly nové způsoby zkoumání složitých struktur. Příkladem je CIU, kdy se vnitřní energie iontů zvyšuje jejich srážkami s molekulami plynu a poté se provádí IM-MS analýza; dochází přitom k navýšení CCS. Tento postup byl použit k analýze polyubikvitinových vazeb a intaktních protilátek.